# Mikhail Mishaqa

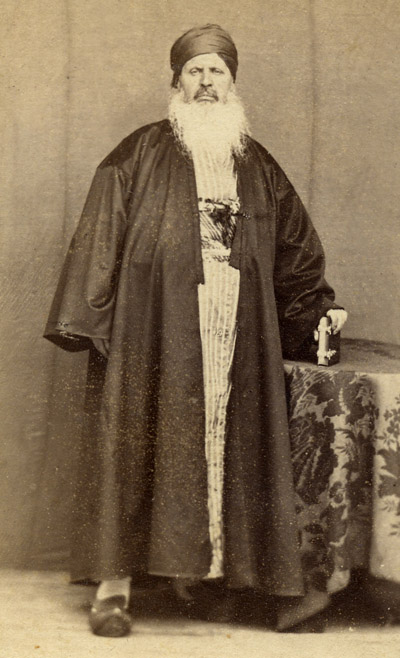
Mickhail Mishaqa als amerikanischer Vize-Konsul 1859.

Mikhail Mishaqa (auch: Michael Mishaka, Doctor Mishaqa, arabisch ميخائيل مشاقة, DMG Mīḫāʾīl Mišāqa, griechisch Μιχαήλ Μισάκα, * 20. März 1800, Rashmayyā, Eyâlet-i Şam, Osmanisches Reich; † 19. Juli 1888, Damaskus) war ein Arzt, Geschäftsträger der USA in Syrien und Zeitzeuge. Bekannt ist er als „erster Historiker des modernen osmanischen Syrien“. Er gilt auch als Erfinder der Viertelton-Musik (virtual founder of the twenty-four equal quarter tone scale). Mishaqas Memoiren des Bürgerkriegs im Libanongebirge 1860 ist eine wertvolle Quelle für Historiker, da es der einzige Bericht eines Überlebenden des Massakers an den Syrischen Christen in Damaskus ist.

## Leben
Mishaqas Urgroßvater, Jirjis Mishaqa I, konvertierte zum Griechischen Katholizismus. Jirjis Vater, Youssef Petraki, ein ethnischer Grieche und griechisch orthodox, kam ursprünglich von Korfu, das damals noch unter der Herrschaft der Republik Venedig stand, nach Tripoli als Seidenhändler. Petraki benannte sich dort um nach einem arabischen Wort, welches den Prozess des Reinigens von Seidenfasern beschreibt: mishaqa (arabisch مشقة). Mikhails Vater, Jirjis Mishaqa II, zog nach Dair al-Qamar, welches seinerzeit von den Schihabs kontrolliert wurde. Er wollte damit den religiösen Repressionen von al-Jazzar, dem Wālī (Gouverneur) von Sidon, entgehen. Er begann seine Karriere als Goldschmied, wurde aber bald als Schreiber und später als Schatzmeister für den Emir des Emirats Libanonberg, Baschir Schihab II., tätig. Leila Fawaz schreibt, Mishaqa sei sehr gebildet gewesen: „Bei der ersten Gelegenheit zeigte er sein Wissen und die Unwissenheit des Gegners. Mishaqa bildete sich selbst. Er lehrte sich selbst Medizin und wurde Arzt.“ (At the first opportunity he showed of his knowledge and the ignorance of the offender. In such ways, Mishaqa continued to educate himself. He taught himself medicine and became a doctor; in 1859 he was appointed vice-consul of the United States in Damascus.) 1859 wurde er zum Vice-Konsul der Vereinigten Staaten in Damaskus ernannt.
Bereits 1848 konvertierte Mishaqa vom Griechischen Katholizismus zum Protestantismus, nachdem er mit amerikanischen protestantischen Missionaren in Kontakt gekommen war.
Laut Habib Hassan Touma war Mishaqa der erste Musiktheoretiker, der eine Teilung der Oktave in vierundzwanzig etwa gleich große Intervalle beschrieb (24-tönige Gleichstufige Stimmung, Viertelton-Musik). Mishaqas Arbeit Essay über die Kunst der Musik für Emir Shihāb (arabisch الرسالة الشهابية في الصناعة الموسيقية, DMG ar-Risāla aš-šihābiyya fī ṣ-ṣināʿa al-mūsīqiyya, c. 1840) beschäftigt sich damit, aber macht auch deutlich, dass sein Lehrer Scheich Muhammad al-‘Attār (1764–1828) ebenfalls bereits das System benutzte, auch wenn er nichts dazu veröffentlichte.
Mishaqas wichtigste Werke als Historiker sind Eine Antwort auf einen Vorschlag von geliebten Menschen (arabisch الجواب على إقتراح الأحباب, al-Jawāb `alā Iqtirāḥ al-Aḥbāb, 1873) und die Geschichte der Ereignisse, welche sich in Syrien ereigneten an der Küste und im Libanonberg in 1782-1841 (arabisch تاريخ حوادث جرت بالشام وسواحل بر الشام و الجبل، 1782-1841 م, DMG Tārīḫ Ḥawādiṯ Ǧarat bi-š-Šām wa-Sawāḥil Barr aš-Šām wa-l-Ǧabal, 1782-1841 m, 1843).